# Nationalstraße 316 (China)
Die Nationalstraße 316 (chinesisch 316国道, Pinyin 316 Guódào, englisch China National Highway 316), chin. Abk. G316, ist eine 2.915 km lange, in Ost-West-Richtung verlaufende Fernstraße im Osten Chinas in den Provinzen Fujian, Jiangxi, Hubei, Shaanxi und Gansu. Sie beginnt in Fuzhou an der Ostküste und führt über Nanping, Nanchang, Wuhan, Xiangyang, Shiyan, Ankang, Hanzhong und Tianshui in die Provinzhauptstadt Lanzhou. Die G316 verläuft in Fujian, Jiangxi und Hubei parallel zur Autobahn G70.